# Teinobasis fulgens
Teinobasis fulgens är en trollsländeart som beskrevs av Maurits Anne Lieftinck 1949. Teinobasis fulgens ingår i släktet Teinobasis och familjen dammflicksländor. Inga underarter finns listade i Catalogue of Life.